# Stefan Babović
Stefan Babović (ur. 7 stycznia 1987 w Ivangradzie) – serbski piłkarz występujący na pozycji pomocnika.

## Kariera klubowa
Babović zawodową karierę rozpoczynał w Partizanie Belgrad. Do jego pierwszej drużyny trafił w sezonie 2003/2004. W debiutanckim sezonie Babović rozegrał tam cztery spotkania. Z klubem wywalczył także wicemistrzostwo Serbii i Czarnogóry. W następnym sezonie w lidze zagrał 13 razy i strzelił jednego gola, a jego klub zdobył mistrzostwo Serbii i Czarnogóry. W sezonie 2005/2006 Babović stał się podstawowym graczem Partizana. W 2006 roku drugi raz w karierze wywalczył z klubem wicemistrzostwo Serbii i Czarnogóry. W pierwszej drużynie Partizana Babović spędził trzy lata. W tym czasie rozegrał tam 36 spotkań i zdobył 4 bramki.
Latem 2006 roku odszedł do OFK Beograd. W tym samym roku nastąpiło odłączenie Czarnogóry od Serbii, w efekcie czego sezon 2006/2007 OFK rozpoczął w nowo powstałej serbskiej ekstraklasie. W debiutanckim sezonie w barwach OFK, Babović występował z nim w rozgrywkach Pucharu UEFA, który jego klub zakończył na drugiej rundzie kwalifikacyjnej. W OFK Babović grał przez półtora roku. Łącznie wystąpił tam w 42 meczach i strzelił 9 goli.
W styczniu 2008 za trzy miliony euro trafił do francuskiego drugoligowca – FC Nantes. W Ligue 2 zadebiutował 11 stycznia 2008 w wygranym 2:1 meczu z LB Châteauroux. W pierwszym sezonie Babović był podstawowym zawodnikiem Nantes. Na koniec rozgrywek ligowych zajął z klubem drugie miejsce w lidze i awansował z nim do ekstraklasy. Pierwszy występ Babović zanotował tam 9 sierpnia 2008 w przegranym 1:2 spotkaniu z AJ Auxerre. W sezonie 2008/2009 pełnił rolę rezerwowego w Nantes, a w rozgrywkach Ligue 1 uplasował się z tym klubem na dziewiętnastej pozycji i został z nim zdegradowany do drugiej ligi.
1 września 2009 r. Babović przeszedł do Feyenoordem, a niespełna rok później powrócił do Partizana. W 2012 roku został piłkarzem Realu Saragossa.

## Kariera reprezentacyjna
Babović był reprezentantem Serbii. W drużynie narodowej zadebiutował 24 listopada 2007 w wygranym 1:0 meczu eliminacji Mistrzostw Europy 2008 z Kazachstanem.